# Distrito electoral de Pewaukee (condado de Rock, Nebraska)
Pewaukee (en inglés: Pewaukee Precinct) es un distrito electoral ubicado en el condado de Rock en el estado estadounidense de Nebraska. En el Censo de 2010 tenía una población de 65 habitantes y una densidad poblacional de 0,21 personas por km².

## Geografía
Pewaukee se encuentra ubicado en las coordenadas 42°10′1″N 99°33′20″O / 42.16694, -99.55556. Según la Oficina del Censo de los Estados Unidos, Pewaukee tiene una superficie total de 311 km², de la cual 310.61 km² corresponden a tierra firme y (0.13%) 0.39 km² es agua.

## Demografía
Según el censo de 2010, había 65 personas residiendo en Pewaukee. La densidad de población era de 0,21 hab./km². De los 65 habitantes, Pewaukee estaba compuesto por el 100% blancos, el 0% eran afroamericanos, el 0% eran amerindios, el 0% eran asiáticos, el 0% eran isleños del Pacífico, el 0% eran de otras razas y el 0% pertenecían a dos o más razas. Del total de la población el 0% eran hispanos o latinos de cualquier raza.